# Oborniki-Południe (gmina)
Oborniki-Południe – dawna gmina wiejska istniejąca w latach 1934–1954 w woj. poznańskim (dzisiejsze woj. wielkopolskie). Siedzibą władz gminy były Oborniki, które jednak nie wchodziły w jej skład (gmina miejska).
Gmina zbiorowa Oborniki-Południe została utworzona 1 sierpnia 1934 roku w powiecie obornickim w woj. poznańskim z dotychczasowych jednostkowych gmin wiejskich: Bogdanowo, Chrustowo, Górka, Jaryszewo, Lulinek, Maniewo, Nieczajna, Nowakowo, Ocieszyn, Osowo Nowe, Pamiątkowo, Popowo, Przecław, Sławienko, Sycyn, Ślepuchowo, Uścikowo, Uścikowiec, Wargowo, Wymysłowo, Zielątkowo i Żukowo (oraz z obszarów dworskich położonych na tych terenach lecz nie wchodzących w skład gmin). 
Po wojnie gmina zachowała przynależność administracyjną. Według stanu z dnia 1 lipca 1952 roku gmina składała się z 28 gromad: Baborowo, Bogdanowo, Chrustowo, Gołaszyn, Górka, Jaryszewo, Kowalewko, Lulin, Lulinek, Maniewo, Nieczajna, Objezierze, Ocieszyn, Osowo, Pamiątkowo, Popowo, Popówko, Przecław, Sławienko, Sycyn, Ślepuchowo, Uścikowiec, Uścikowo, Wargowo, Wymysłowo, Zielątkowo, Żukowo i Żydowo. Gmina została zniesiona 29 września 1954 roku wraz z reformą wprowadzającą gromady w miejsce gmin.
Jednostki nie przywrócono 1 stycznia 1973 roku po reaktywowaniu gmin, powstała jednak gmina Oborniki, obejmująca obszary dawnych gmin Oborniki-Południe i Oborniki-Północ.